# Византијски град
У Византијском царству градови су били центри привредног и културног живота. 
Значајан део градова (до 6. столећа је било више од 900 градова) настао је у периоду античке Грчке   и Рима. Највећи градови били су Цариград, Александрија, Солун и Антиохија, сваки град је имао по неколико стотина хиљада становника. Велики провинцијски центри су имали и до 50.000 становника. Иако је ширење хришћанства негативно утицало на урбане институције, генерално гледано, касноантички градови су наставили да се континуирано развијају. Византија је остала царство градова, иако се урбани простор доста променио. Ако је грчко-римски град био место паганских богослужења и спортских догађаја, позоришних представа и трка кочија, резиденција чиновника и судија, онда је византијски град био пре свега верски центар у коме се налазила резиденција црквених великодостојника.

## Историјски развој
Први период византијске историје, прото-византијски по формулацији историчара Пола Лемерла, обично се смешта између 4. и средине 7. века. Сматра се да је то транзициони период. Главне карактеристике могу се описати у касноантичкој социокултурној парадигми, која је била заснована на полису. Француска историчарка Евелин Патлагеан наглашава контраст између унутрашње стагнације урбаног живота и спољашњег просперитета полиса. На огромној територији Римског и Византијског царства развој градова се одвијао на различите начине, а, на пример, у Анадолији, током више од 500 година римске владавине, одвијао се процес рурализације.
За први период развоја градова у ИРЦ идентификовано је неколико прилично општих трендова који су одредили изглед града. Прво, после више од века и по, градња градских зидина је настављена крајем 5. века. Претходни систем утврђења, који је започет под царем Валеријаном I средином 3. века као одговор на инвазије Гота и Херула, завршио се око 330. године. По правилу, рановизантијске зидине малоазијских и балканских градова датирају из времена владавине царева Анастасија I (491–518) и Јустинијана I (527–565), међутим, одсуство стварне војне опасности из тог периода чине датирање непоузданим. У савременим радовима се сугерише да су зидине већег броја малоазијских градова могле настати у доба Теодосијеве династије (379–450), када су царство угрожавали Готи и Хуни. Теодозсијеве зидине су биле импресивне грађевине које су готово у потпуности окруживале стамбене области и биле су опремљене репрезентативним капијама. Према једној тачки гледишта, зидови су означавали језгро града и служили као симбол његовог статуса. У другом историјском периоду, параметри зидина подигнутих под Јустинијаном и његовим наследницима, по правилу, није дозвољавао да се заштити цео град. У корист кратких зидина, направљен је избор у новим тврђавама подигнутим након освајања северне Африке. Мала величина ужег градског језгра није нужно указивала на пад становништва, пошто је већина становништва живела ван њега.